# Pont-Péan
Pont-Péan (en bretó Pont-Pagan, en gal·ló Pont-Riaunt) és un municipi francès, situat a la regió de Bretanya, al departament d'Ille i Vilaine. L'any 2006 tenia 3.715 habitants. Fou creat l'u de gener de 1986 en separar-se de Saint-Erblon.

## Demografia
| 1962                                       | 1968  | 1975  | 1982  | 1990  | 1999  |
| ------------------------------------------ | ----- | ----- | ----- | ----- | ----- |
| 1.271                                      | 1.355 | 1.287 | 1.565 | 2.011 | 3.213 |
| Des de 1962: població sense dobles comptes |       |       |       |       |       |

## Administració
| Període   | Identitat       | Partit        |
| --------- | --------------- | ------------- |
| 2001-2008 | André Gérard    | Divers gauche |
| 2008-     | Jean-Luc Gaudin | PS            |